# 機利士路
機利士路（英語：Gillies Avenue）是香港九龍紅磡至鶴園一帶的其中一條道路，分為南北兩段，分別稱為機利士南路和機利士北路，以佛光街為分界，現時已不相通。道路以黃埔船塢高級職員機利士（Gillies）命名。

## 概況

### 機利士南路
機利士南路由佛光街至差館里的一段已改建成行人道（2011年重新通車，但只限九龍英基小學的校巴可以使用該路段，其他車輛不能駛入），只剩下北至差館里、南至紅磡南道與暢運道交界的一段可以行車，當中蕪湖街以北的一段為單向南行，其餘路段雙向行車。車輛亦可從漆咸道北北行經地底行車隧道進入機利士南路的北段。

### 機利士北路
機利士北路由佛光街至鶴園街的一段已不存在，只剩下南至鶴園街、北至馬頭圍道與庇利街交界的一段尚存，當中北拱街以南的一段為單向南行，其餘路段雙向行車。

## 歷史
1863年，英資黃埔船塢公司在香港紅磡創業，當時政府於紅磡海岸進行填海工程，機利士路即為填海區上的其中一條道路。
1960年代初，因紅磡邨（今家維邨）以北需用地興建紅磡消防局和公務員宿舍建築群，機利士路於觀音山（即今佛光街至鶴園街一帶面向東面的斜坡）的路段永久封閉，自此機利士路分成南北兩路，但直至1988年，「機利士路」一直都是兩段路的唯一官方稱呼。
2000年，香港政府發表《鐵路發展策略2000》，當中的沙田至中環綫曾經被建議考慮設立「機利士路站」取代位於老龍坑的何文田站，但最終沒有獲接納。
2010年代初，由於機利士南路接近沙田至中環綫何文田站，因此道路沿線範圍被政府研究納入九龍城區的市區更新計劃。

## 沿線建築
機利士北路
- 聖公會聖提摩太小學
- 機利士路郵政局

機利士南路
- 香港考試及評核局紅磡評核中心 (前紅磡官立小學校舍，位於機利士南路68號)
- 紅茶館酒店 (紅磡蕪湖街)(機利士南路69號)

蕪湖街
- 香港都會大學MU88學生宿舍(前紅磡城木酒店，位於蕪湖街84-86號)[4][5]

溫思勞街
- 紅茶館酒店 (紅磡溫思勞街)(溫思勞街57A-61號)